# Yambú (rumba)
El yambú es una de las formas de la rumba cubana junto a la columbia y el guaguancó. 
Catalogado como una de las formas más antiguas de la rumba, su nacimiento y desarrollo se sitúa entre la última década del siglo XIX y la primera del siglo XX.  De esta época es el legendario barrio Las Alturas de Simpson, considerado la principal cantera de músicos e intérpretes de este ritmo. 
En Matanzas y sus suburbios surgieron los bandos, que eran grupos compuestos fundamentalmente por rumberos. Algunos nombres de esas sociedades fueron  El Bando Azul, Los Congos de Angunga, La Clave de Oro y La Nueva India, entre otros.

## Características
En el yambú,  el baile es representado por una pareja y se caracteriza por las fuertes insinuaciones sensuales.
Los antiguos conjuntos de yambú de Matanzas eran improvisadores consagrados y contaban con una tumbadora y un quinto, que no era otra cosa que un cajoncillo de madera sobre el que se improvisaban los toques. A este grupo de músicos se añadía también un “tocador de cucharas”.  
La vocalización se caracterizaba por la interpretación de melodías cortas sobre un modo mayor y era realizada por un coro y un solista.